# Boston Online Film Critics Association Awards 2019
8. ročník předávání cen asociace Boston Online Film Critics Association se konal dne 19. prosince 2019.

## Nejlepších deset filmů

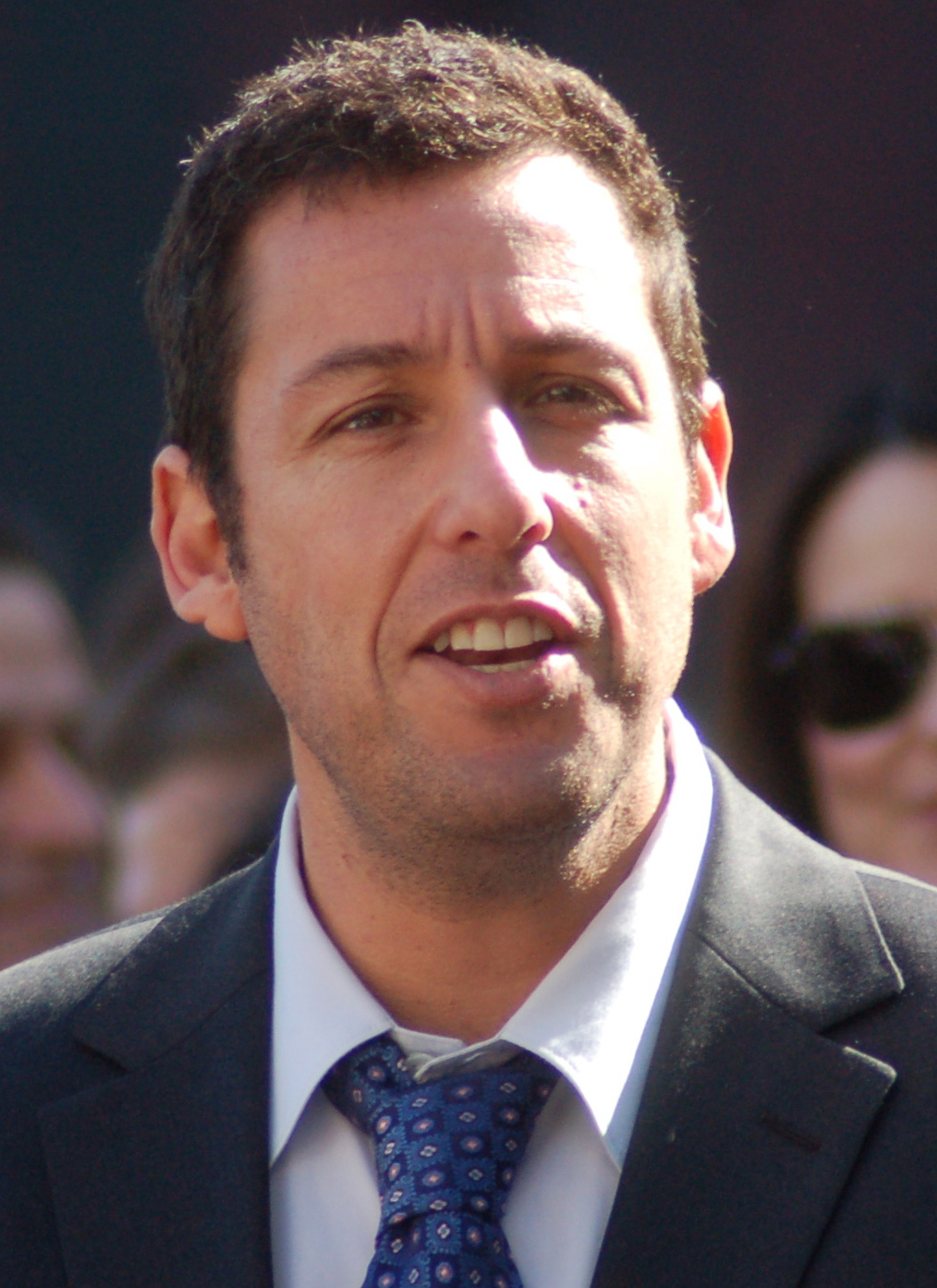
Adam Sandler, vítěz v kategorii nejlepší mužský herecký výkon v hlavní roli

1. Parazit
2. Drahokam
3. Irčan
4. Tenkrát v Hollywoodu
5. Manželská historie
6. Malé ženy
7. Portrét dívky v plamenech
8. Le Mans '66
9. Malá lež
10. My

## Vítězové
- Nejlepší režisér: Pong Čun-ho – Parazit
- Nejlepší scénář: Quentin Tarantino – Tenkrát v Hollywoodu
- Nejlepší herec v hlavní roli: Adam Sandler – Drahokam
- Nejlepší herečka v hlavní roli: Lupita Nyong'o – My
- Nejlepší herec ve vedlejší roli: Brad Pitt – Tenkrát v Hollywoodu
- Nejlepší herečka ve vedlejší roli: Florence Pughová – Malé ženy
- Nejlepší obsazení: Malé ženy
- Nejlepší dokument: Apollo 11
- Nejlepší cizojazyčný film: Parazit
- Nejlepší animovaný film: Toy Story 4: Příběh hraček
- Nejlepší kamera: Robert Richardson – Tenkrát v Hollywoodu
- Nejlepší střih: Thelma Schoonmaker – Irčan
- Nejlepší skladatel: Daniel Lopatin – Drahokam